# Division I i bandy för damer 1977/1978
Division I i bandy för damer 1977/1978 var Sveriges högsta division i bandy för 1977/1978. Säsongen avslutades med att norrgruppsvinnaren IK Göta blev svenska mästarinnor efter seger med 5–4 mot södergruppsvinnaren Katrineholms SK i finalmatchen på Söderstadion i Stockholm den 18 mars 1978.

## Upplägg
Lagen var indelade i två geografiskt indelade grupper, där de två bästa lagen i varje grupp gick vidare till slutspel om svenska mästerskapet. 

## Förlopp
Skytteligan vanns av Anki Andersson, Katrineholms SK med 46 fullträffar..

## Seriespelet

### Division I norra
| Nr | Lag         | S  | V  | O | F | +/-      | P  |
| -- | ----------- | -- | -- | - | - | -------- | -- |
| 1  | IK Göta     | 10 | 10 | 0 | 0 | 143 - 12 | 20 |
| 2  | Hackås IF   | 10 | 5  | 1 | 4 | 40–50    | 11 |
| 3  | Selånger SK | 10 | 4  | 1 | 5 | 34–54    | 9  |
| 4  | Brobergs IF | 10 | 4  | 1 | 5 | 25–61    | 9  |
| 5  | Ljusdals BK | 10 | 3  | 1 | 6 | 35–64    | 7  |
| 6  | Edsbyns IF  | 10 | 1  | 2 | 7 | 18–64    | 4  |

### Division I södra
| Nr | Lag               | S  | V | O | F | +/-    | P  |
| -- | ----------------- | -- | - | - | - | ------ | -- |
| 1  | Katrineholms SK   | 10 | 9 | 0 | 1 | 110–13 | 18 |
| 2  | Lotorps IF        | 10 | 7 | 1 | 2 | 78–19  | 15 |
| 3  | Tranås BoIS       | 10 | 5 | 1 | 4 | 30–23  | 11 |
| 4  | Västerstrands AIK | 10 | 5 | 0 | 5 | 40–59  | 10 |
| 5  | IFK Kungälv       | 10 | 2 | 0 | 8 | 17–78  | 4  |
| 6  | Kareby IS         | 10 | 1 | 0 | 9 | 12–95  | 2  |

## Slutspel om svenska mästerskapet

### Semifinaler
- IK Göta-Lotorps IF 9–2, 10–4
- Katrineholms SK-Hackås IF 15–1, inställd retur

### Final
- 18 mars 1978: IK Göta-Katrineholms SK 5–4 (Söderstadion, Stockholm)